# Branchipodopsis natalensis
Branchipodopsis natalensis är en kräftdjursart som beskrevs av Barnard 1929. Branchipodopsis natalensis ingår i släktet Branchipodopsis och familjen Branchipodidae. Inga underarter finns listade.